# 卡拉阿托天文台
| 組織 | 马克斯·普朗克天文研究所, 安達魯西亞天文物理研究所 |
| 位置 | 西班牙阿爾梅里亞省                                |
| 座標 | 37°13′25″N 2°32′46″W / 37.22361°N 2.54611°W       |
| 海拔 | 2,168公尺                                         |
| 網站 | www.caha.es （页面存档备份，存于）                |
| 望遠鏡 |                                                   |
| | 3.5 m 反射望遠鏡                                  |
| | 2.2 m 反射望遠鏡                                  |
| | 1.5 m 反射望遠鏡                                  |
| | 1.23 m 反射望遠鏡                                 |
| | 0.8 m 施密特攝星儀                                |
| \| 小行星發現數量: 4 \| 小行星發現數量: 4 \| \| ----------------- \| ----------------- \| \| (63429) 2001 MH5 \| 2001年6月21日 \| \| (94223) 2001 BU53 \| 2001年1月17日 \| \| (99258) 2001 MF5 \| 2001年6月21日 \| \| (124143) 2001 ME5 \| 2001年6月21日 \| |                                                   |
| 小行星發現數量: 4 |                                                   |
| (63429) 2001 MH5 | 2001年6月21日                                     |
| (94223) 2001 BU53 | 2001年1月17日                                     |
| (99258) 2001 MF5 | 2001年6月21日                                     |
| (124143) 2001 ME5 | 2001年6月21日                                     |

卡拉阿托天文台（西班牙語：Observatorio de Calar Alto），或稱為西班牙－德國天文中心（西班牙語：Centro Astronómico Hispano-Alemán，德語：Deutsch-Spanisches Astronomisches Zentrum）是由位於德國海德堡的马克斯·普朗克天文研究所和西班牙格拉纳达的安達魯西亞天文物理研究所共同運作的天文台。該天文台位於西班牙阿爾梅里亞省菲拉布雷斯山脈山脈中的卡拉阿托山頂（2168公尺）。

## 歷史
該天文台的台址是在1970年確定，並於1975年7月啟用，當時啟用的望遠鏡是口徑1.2公尺望遠鏡。該天文台是由德國和西班牙天文相關單位共同運作。之後又另外啟用四台望遠鏡。
該天文台的施密特攝星儀是於1976年自德國漢堡天文台遷移到此，而該攝星儀在1954年就在漢堡停用。

## 設備

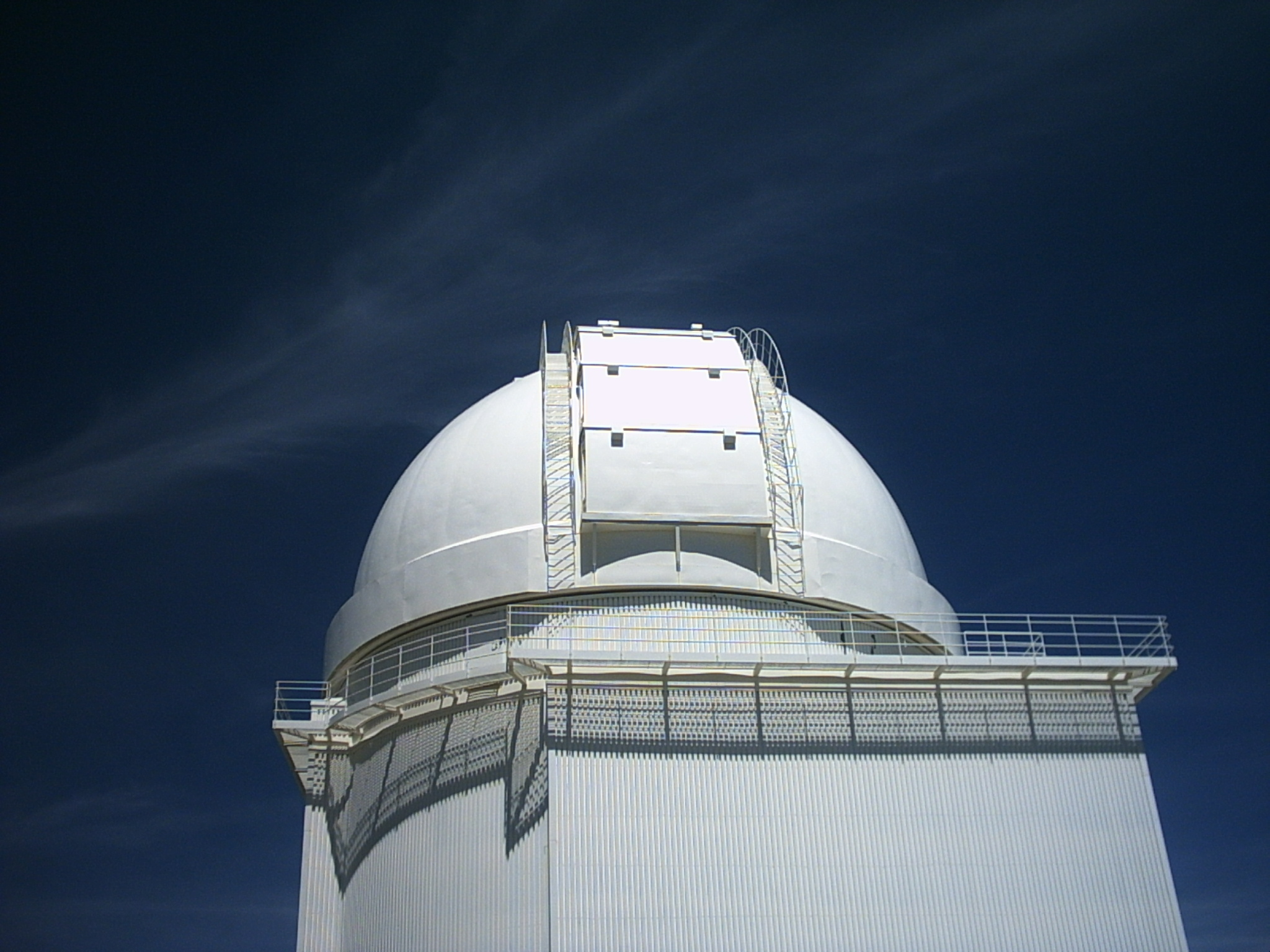
卡拉阿托山上的2.2公尺望遠鏡

馬克斯·普朗克學會擁有口徑3.5公尺、2.2公尺和1.23公尺的望遠鏡以及80公分的施密特攝星儀。西班牙安達魯西亞天文物理研究所則擁有口徑1.5公尺的望遠鏡。

## 參看
- 帕瑞纳天文台
- 拉西拉天文台
- 托洛洛山美洲际天文台
- 甚大望远镜
- 欧洲极大望远镜

## 外部連結
- Calar Alto: Darkness In The Infrared ScienceDaily (Jan. 30, 2009) （页面存档备份，存于）

37°13′14.85″N 2°32′47.67″W / 37.2207917°N 2.5465750°W